# Міст Метро
Міст Метро́ — один із мостів через Дніпро у Києві. Відкритий 5 листопада 1965 року. Двоярусна споруда для руху метропоїздів (верхній ярус, посередині) та автотранспорту (нижній, з боків). Міст спроєктований київською філією ГПІ "Союздорпроект" Автор проєкту і головний інженер проєкту спорудження моста — Георгій Фукс.   
Мостом пролягає Святошинсько-Броварська лінія Київського метрополітену. Міст Метро разом з Русанівським мостом сполучають правобережну частину Києва з Русанівкою, Лівобережним масивом, Воскресенкою, Лісовим масивом та зоною відпочинку — Гідропарком.   
На правому березі Дніпра міст завершує станція метро   «Дніпро».

## Історія мосту
На місці мосту Метро раніше стояла перша в Києві капітальна переправа через Дніпро – Миколаївський ланцюговий міст, побудований у 1853 році. Його зруйнували польські війська в 1920 році, під час Визвольних змагань. Новий міст тут спорудили за проєктом Євгена Патона пʼять років потому та назвали його імʼя більшовички – міст Євгенії Бош. Але і його підірвали – уже під час Другої світової війни, коли радянські війська відступали з міста. 
Після війни в Києві почали будувати метрополітен. Спочатку проклали ділянку від «Вокзальної» до «Дніпра», потім спорудили «Політехнічний інститут» і сучасну «Шулявську» (тоді «Завод Більшовик»). А тоді лінію мали провести на лівий берег. Для цього потрібен був міст. 
Метроміст спочатку думали звести на опорах зруйнованого моста Євгенії Бош. Але коли розробляли проєкт, стало зрозуміло, що використати їх не вдасться. Тоді вирішили побудувати міст не лише для потягів метро, але й для автомобілів. Його почали зводити в 1960-му, за кілька метрів вище за руслом від залишків старого моста. Головним інженером був Георгій Фукс. Міст відкрили в 1965-му, одночасно з новими станціями метро – «Гідропарк», «Лівобережна» й «Дарниця». 
З 2008 року міст має статус «щойно виявлений об'єкт культурної спадщини», пам'ятка архітектури та містобудування, науки і техніки (охоронний № 529/1-Кв).

## Особливості будови
Міст Метро — перша у світі аркова споруда з великими прогонами, спроєктована на сухих стиках. Максимальний проліт між опорами становить 116,97 м. Загальна довжина мосту 682,64 м. Ширина верхнього метроярусу — 9,4 м. На нижніх бокових прогонах є автодорога шириною по 7 метрів в кожен бік і пішохідні тротуари шириною 2,5 метрів
Міст має шість прогонів арочно-консольної будови завдовжки 117 та 87 м і два неповні прогони. Особливістю конструктивного рішення є монтаж блоків напіварок як консолей на підпорках та об'єднання їх на шкворнях з подальшим натягом арматури арок. Консолі зібрано з окремих залізобетонних блоків, з'єднаних металевими болтами.
Конструкція мосту за радянських часів була експериментальною, – таких мостів було всього кілька в СРСР. І на сьогодні залишився тільки в Києві. Інші такі мости розібрали, пояснюють у Департаменті транспортної інфраструктури Києва.
«Це перший арковий міст із такими великим прольотами, який зробили сухими швами, тобто бетонні конструкції були прикручені до бетонних конструкцій на болтових з'єднаннях. Міст складається із залізобетонних пташок, які між собою скріплені попередньо напруженими вантами (попередньо напружені конструкції – ті, у яких при виготовленні створюють внутрішні напруження, протилежні тим, що виникають у процесі експлуатації, це допомагає збільшити витривалість конструкцій). На жаль, у 60-х роках, коли будували цей міст, не було гарних матеріалів, насамперед спеціальних пластичних бетонів. Тому не все було побудовано так, як спроєктовано. Це зменшило несну здатність мосту», – каже інженер Андрій Лімонов, який у 2009–2010 роках брав участь у проєктуванні капітального ремонту мосту Метро.

## Захоплення мосту Метро
18 вересня 2019 року міст Метро захопив і погрожував підірвати колишній військовий Олексій Белько. Він вимагав від влади припинити проведення капітуляційної політики на Донбасі
1 червня 2020 року невідомий заявив про намір підірвати міст Метро. На місце події прибули бійці спецпідрозділів і невдовзі "підривника" затримали.

## Капітальний ремонт
2 січня 2019 року видано розпорядження КМДА про затвердження проекту капітального ремонту автопроїздів мосту Тривалість капітального ремонту розрахована на 22 місяці. Кошторисна вартість на 2 листопада 2018 року мала скласти 1,825 млрд грн(64,8 млн дол, або 56,9 млн євро станом на 02.11.2018). З важливих змін — планується розширити тротуарну частину з 2,5 до 3 метрів з облаштуванням велодоріжок. 
Передбачається залучити кредит ЄБРР на суму 60 млн євро на 13 років.

## Галерея

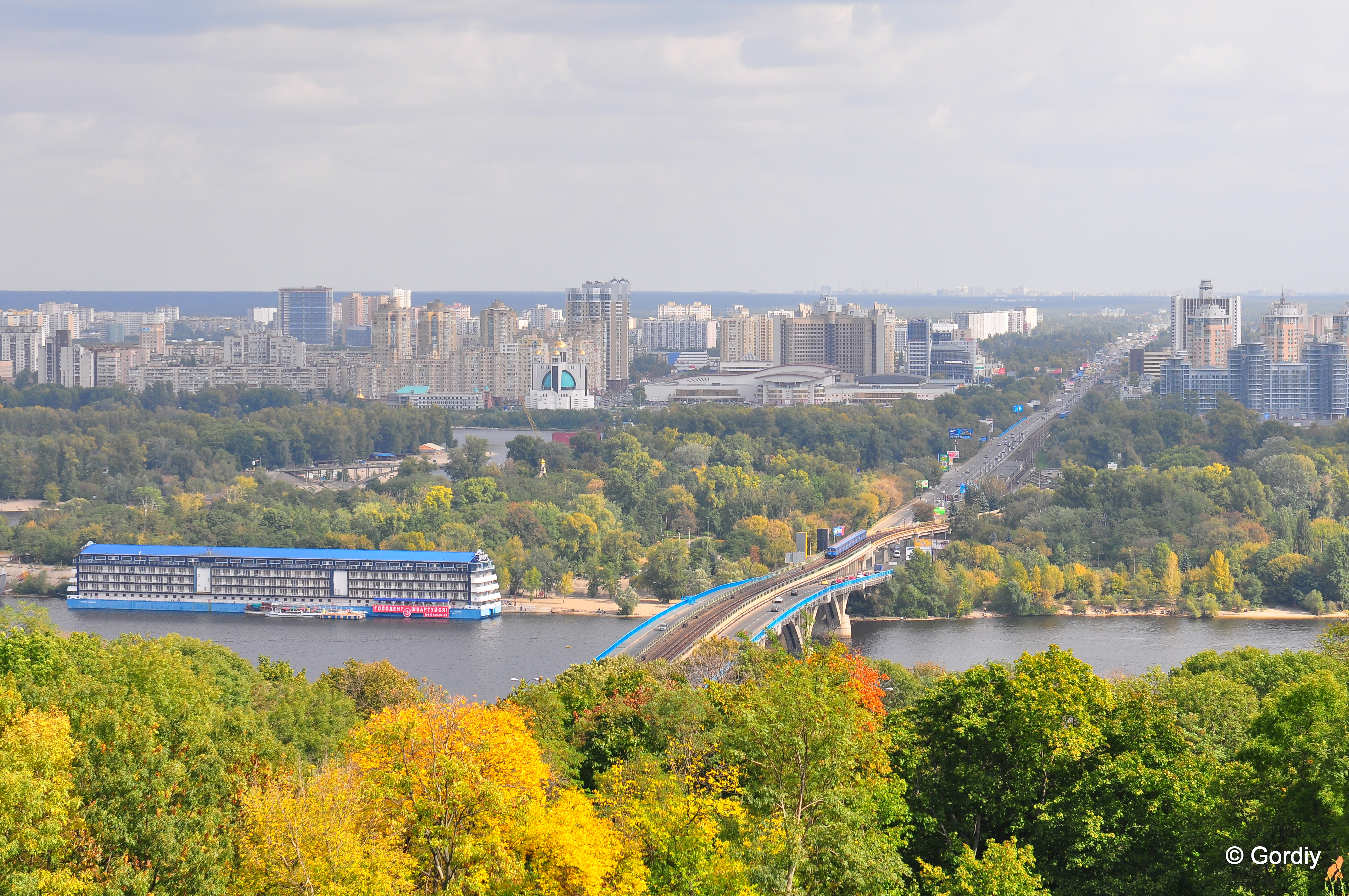
Міст метро та Лівобережний масив
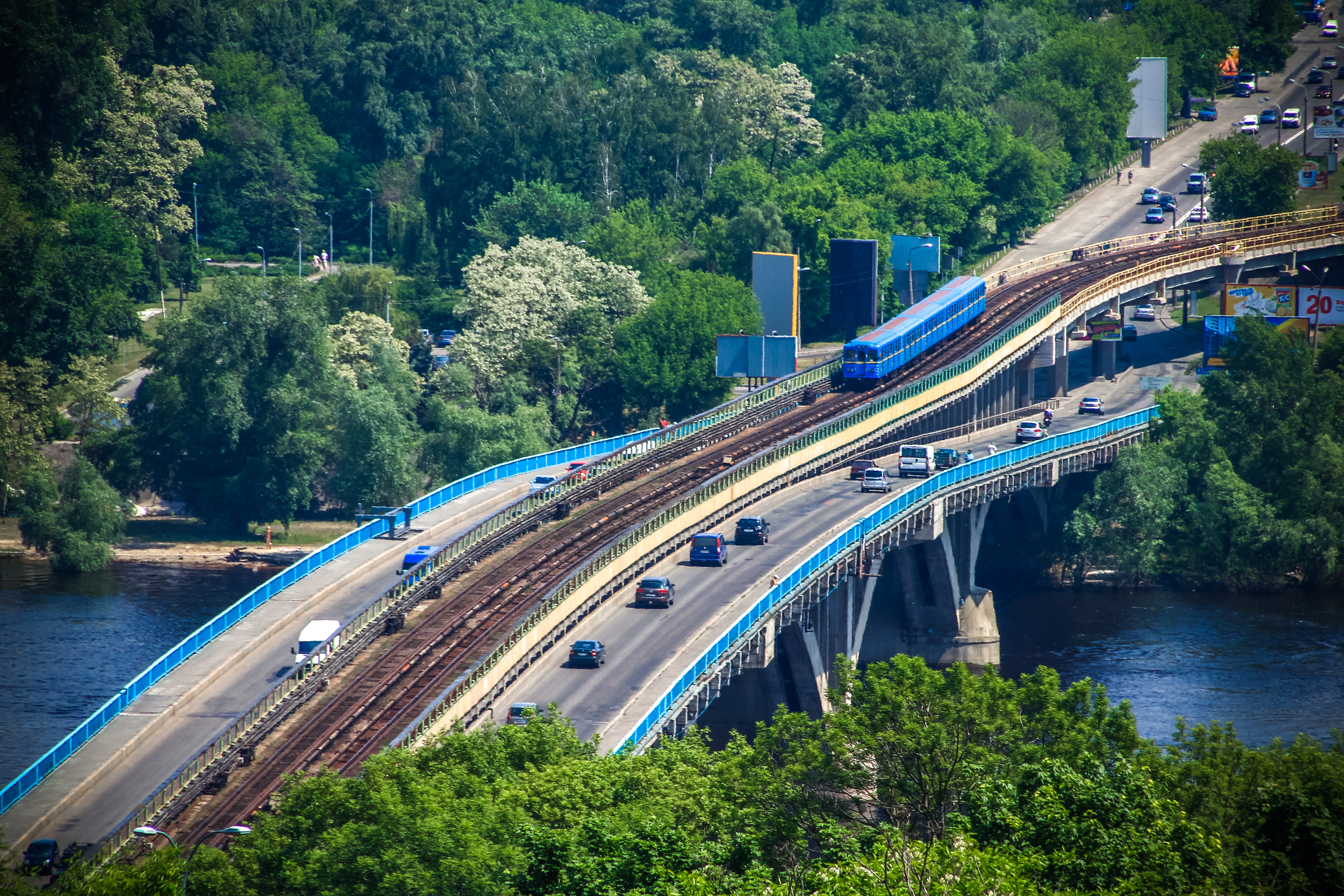
Лівобережна естакада
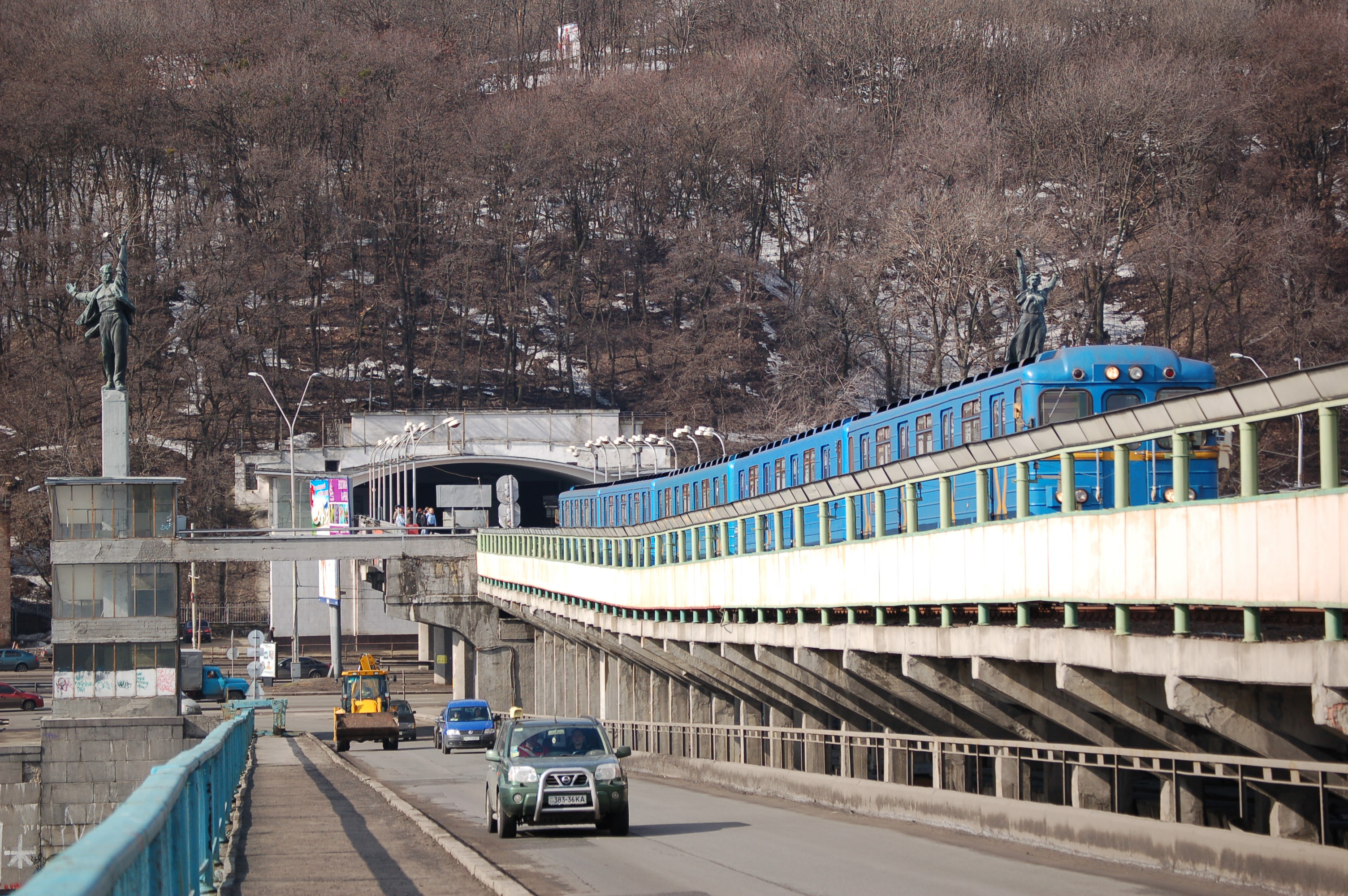
Метропоїзд на мосту
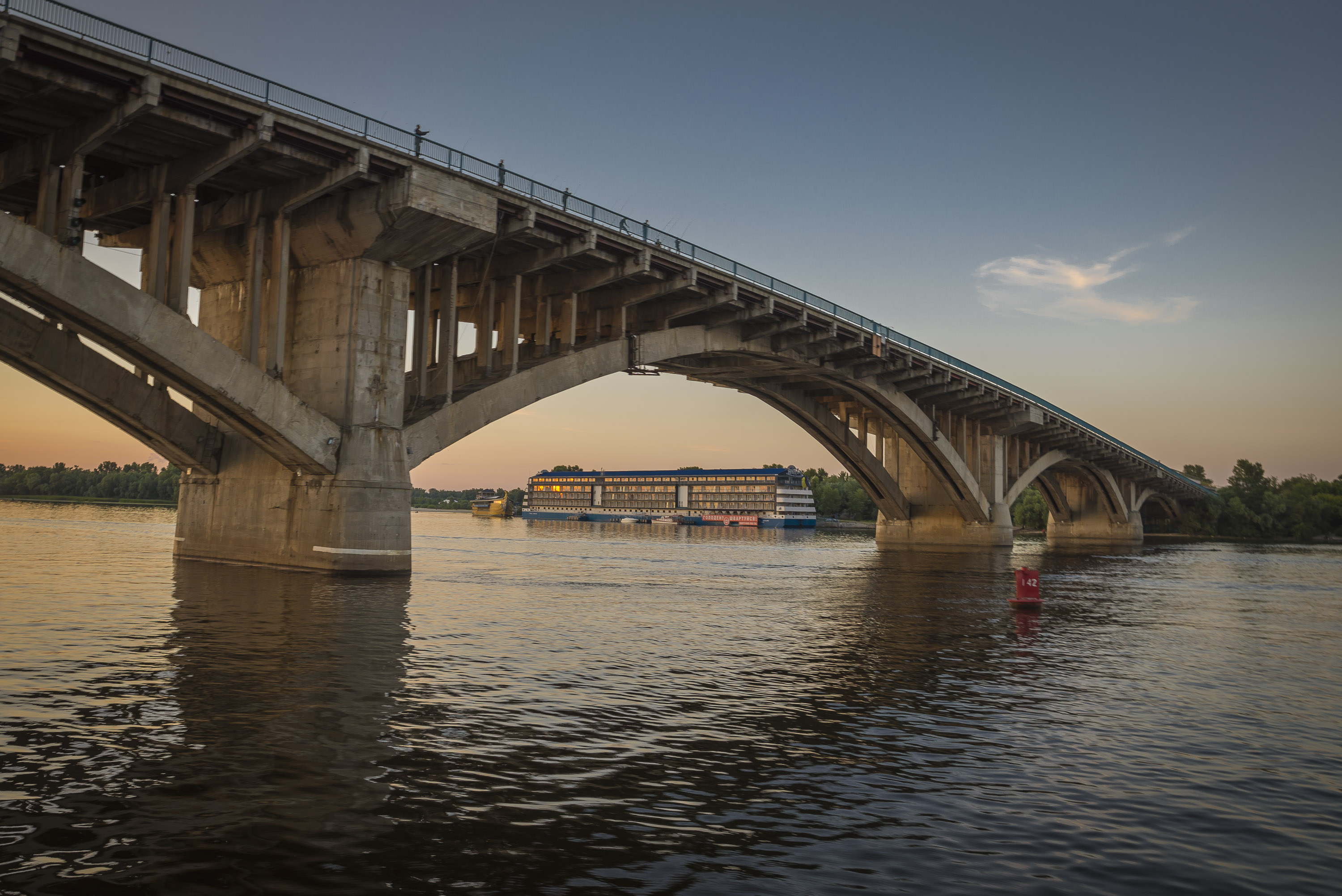
Судноплавний прогін
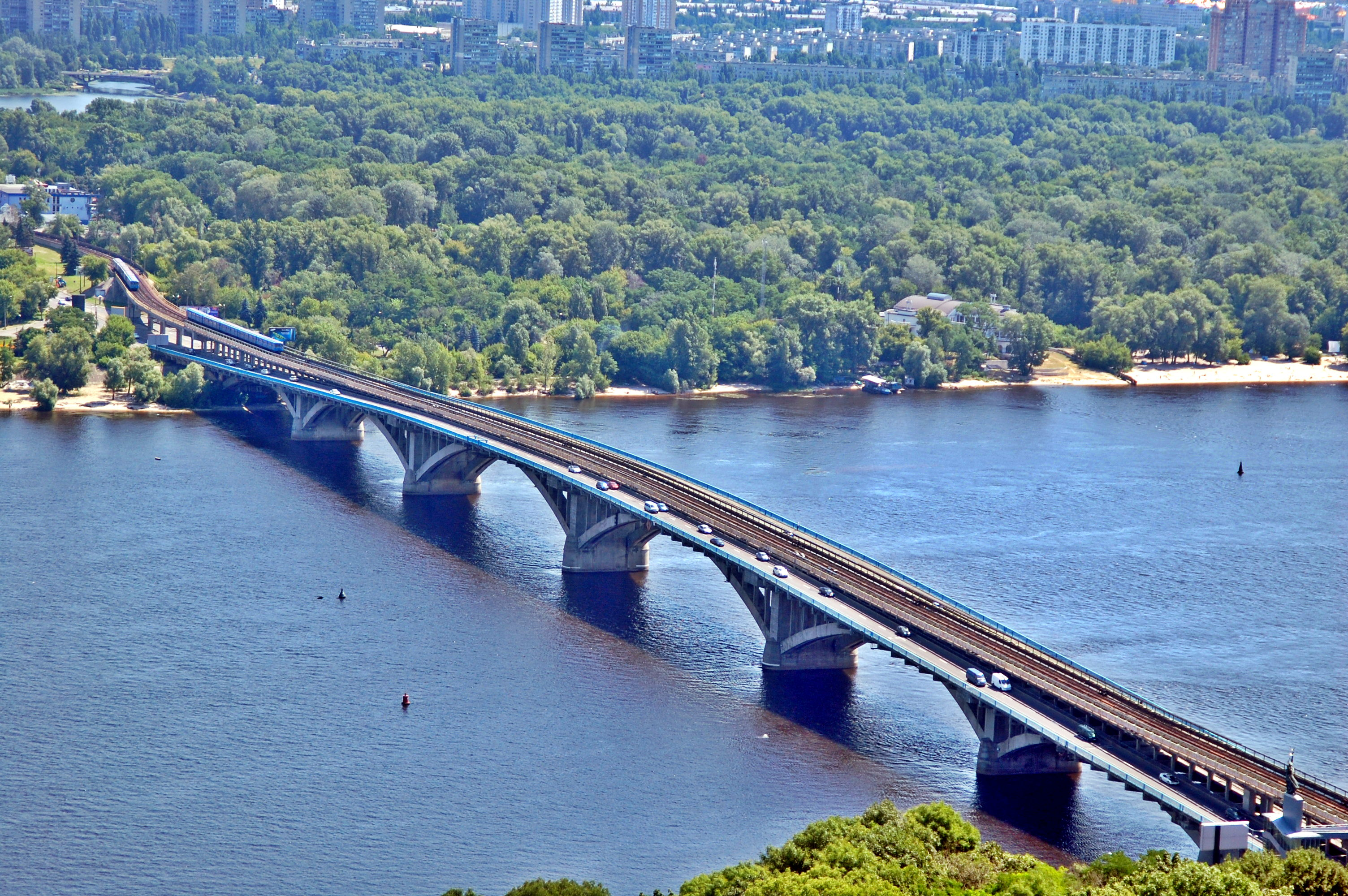
Краєвид з правого (західного) берегу
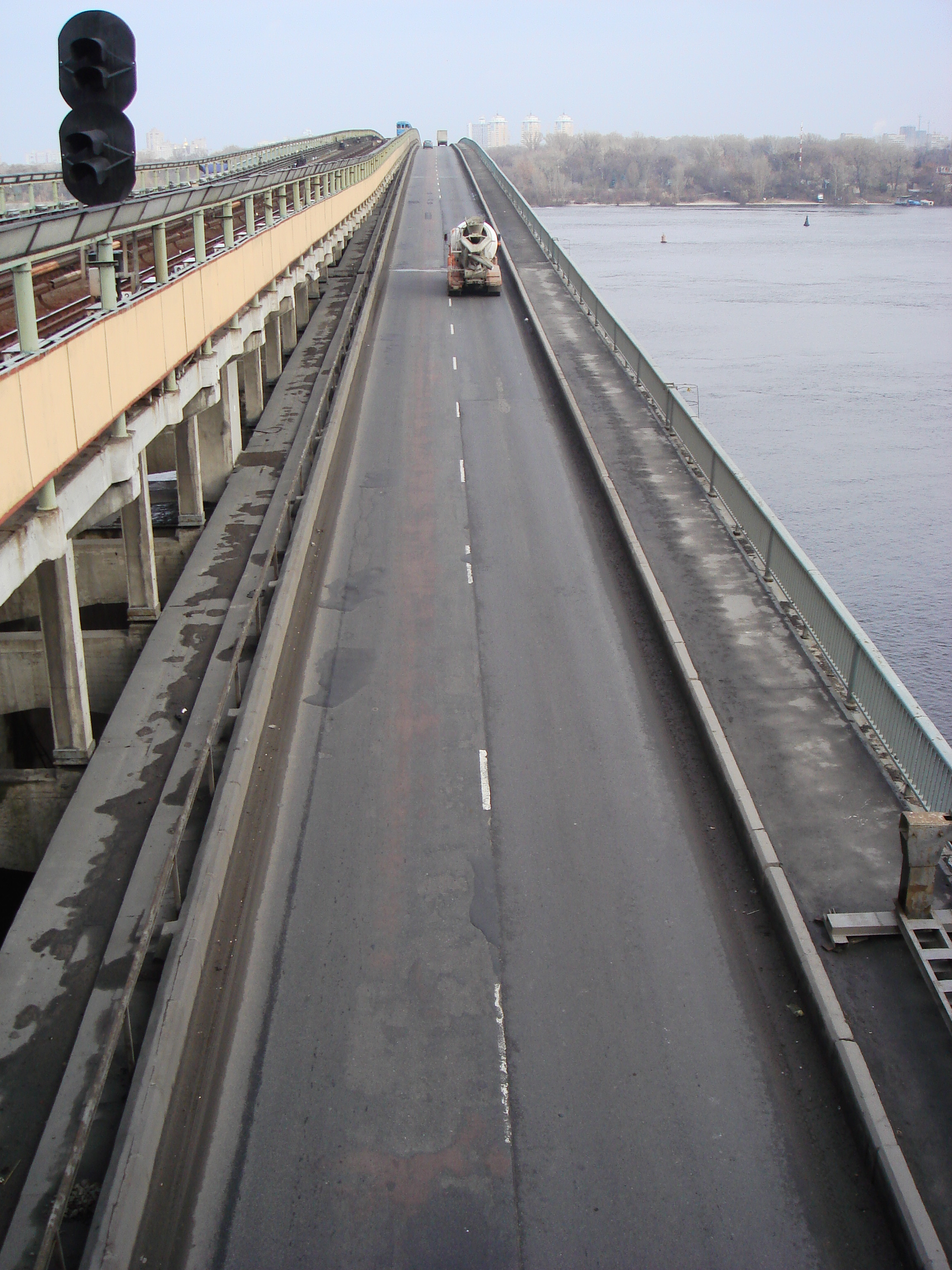
Краєвид з південної платформи станції метро «Дніпро»